# Maria Thun
Maria Thun   (Marburg, 24 d'abril de 1922 - Biedenkopf, 9 de febrer de 2012) va ser una biòloga alemanya pionera de l'agricultura biodinàmica.

## Biografia
Maria Thun va passar la seva infantesa en una petita granja, on els nens es dedicaven a treballs agrícoles. A principis de la dècada de 1940, Thun va conèixer el seu futur marit, Walter Thun. Amb ell va tenir un fill, Matthias K. Thun (1942–2020) i una filla.
Tot i la seva formació en infermeria ben aviat es va interessar per l'agricultura, sector on ja va treballar de jove. Els seus coneixements pràctics en ramaderia i horticultura i el seu interès per l'antroposofia i els postulats de Rudolf Steiner van marcar els seus estudis en agricultura biodinàmica. Durant 50 anys va estudiar la influència dels planetes i les constel·lacions en el creixement de les plantes. Els seus assajos pràctics es reflecteixen als seus calendaris de la biodinàmica.
Rudolf Steiner havia assenyalat la connexió entre les forces còsmiques i el creixement de les plantes. Thun va estudiar el calendari astrològic del Goetheanum i va trobar que la lluna creuava una constel·lació diferent del zodíac cada dos o tres dies. Això la va portar a investigar si les estacions de la collita podrien estar influenciades pel calendari astrològic.
A partir de la seva experiència, elabora calendaris anuals de sembra i plantació des de 1962, i el 1999 va exposar els seus mètodes a Gardening for Life: the Biodynamic Way. L'any 2010, ella i el seu fill van publicar When Wine Tastes Best: A Biodynamic Calendar For Wine Drinkers, on s'indiquen els dies més favorables per al tast de vins en funció de les fases de la lluna.
Va desenvolupar també l'assaig de preparats per a augmentar la fertilitat del sòl i restar les impureses.

## Preparat Maria Thun[calcitació]
El preparat Maria Thun és un compost biodinàmic desenvolupat per ella mateixa per augmentar la fertilitat del sòl i contrarestar les impureses que hi resten. Té un efecte benèfic pel sòl i la vida que conté i ajuda a recuperar terrenys esgotats.

## Calendari biodinàmic[calcitació]
Els resultats dels seus assajos i de les seves observacions per comprovar l'eficàcia del mètode biodinàmica es van donar a conèixer i publicar i van tenir com a fruit el Calendari d'Agricultura Biodinàmica que encara es publica cada any.